# オルニトゥラエ類
オルニトゥラエ類（Ornithurae）または鳥尾類（ちょうびるい）は、真鳥類に属する恐竜の一群である。

## 概要
オルニトゥラエ類（ギリシャ語で「鳥の尾部」）は、現生鳥類とイクチオルニス、ヘスペロルニス、アプサラヴィスなどの共通祖先を含むクレードである。
共有形質としては左右の恥骨が癒合せず開いており、相対的に大型の卵を産むことができることが挙げられる。

## 分類
エルンスト・ヘッケルは、 1866年にオルニトゥラエ類を命名し、現生鳥類に見られる尾の形態を持つすべての鳥類に含めた。ヘッケルは、始祖鳥をオルニトゥラエ類から除外し、Sauriuraeと呼ばれる別の新しいグループに配置した。単純に言えば、現生鳥類は短くて融合した尾端骨の尾を持ち、始祖鳥は恐竜の仲間である獣脚類の特徴である長い尾を持っていた  。
ゴーティエは、オルニトゥラエ類を「現生する鳥類やイクチオルニスとヘスペロルニスのような始祖鳥より現生する鳥類に近い他のすべての分類群」とするブランチベースのクレードに定義を変更した。その後、彼とデ・ケイロスは、オルニトゥラエ類をヘッケルがもともと使用した定義に沿って拡大し、派生形質による（apomorphy-based）クレードとして再定義した。オルニトゥラエ類はコンドルとその子孫のすべてのものとともに異形同源の「鳥の尾」をもつ初期のpan-birdを含めた。彼らは、「鳥の尾」を大腿骨よりも短い尾とし、尾端骨は、すきの刃ような形状、圧縮された要素があり、成鳥では骨が融合し、6本未満の尾椎骨で構成されるとし、尾自体は、8本未満の尾椎で構成されている短い尾と定義した。彼らはAves（現生鳥類のクラウン生物群と定義した）、イクチオルニス、ヘスペロルニス、およびアプサラヴィスをオルニトゥラエ類に含めた。
今鳥亜綱はもともと1892年と1893年にGadowによってオルニトゥラエ類の代替として提案された。したがって、ゴーティエとデ・ケイロスは、今鳥亜綱をオルニトゥラエ類のジュニアシノニムと考え 、他の多くの科学者は、今鳥亜綱を現生鳥類のみからなるクラウン生物群とした。一部の研究者は、オルニトゥラエ類をヘスペロルニスと現生鳥類に限定したノードベースのクレードと定義した。

### 関係
以下の分岐図は、2012年にO’ConnorとZhouによる以前の研究からのデータに拡大し、2014年、マイケル・リーらが分析した結果である。クレード名はその定義に基づいて配置されている。
|  | †ヘスペロルニス                                                    |
|  |                                                                    |
|  | \| \| †Limenavis \| \| \| \| \| \| 今鳥亜綱 (現生鳥類) \| \| \| \| |
|  |                                                                    |
|  | †Limenavis                                                         |
|  |                                                                    |
|  | 今鳥亜綱 (現生鳥類)                                                |
|  |                                                                    |

|  | †Limenavis          |
|  |                     |
|  | 今鳥亜綱 (現生鳥類) |
|  |                     |

|  | †ヘスペロルニス                                                    |
|  |                                                                    |
|  | \| \| †Limenavis \| \| \| \| \| \| 今鳥亜綱 (現生鳥類) \| \| \| \| |
|  |                                                                    |
|  | †Limenavis                                                         |
|  |                                                                    |
|  | 今鳥亜綱 (現生鳥類)                                                |
|  |                                                                    |

|  | †Limenavis          |
|  |                     |
|  | 今鳥亜綱 (現生鳥類) |
|  |                     |